# Claus Carøe
Claus Carsten Carøe (født 24. januar 1971 i Usserød) er en tidligere dansk atlet. Han var medlem i Hjorten i Hørsholm, SNIK Atletik og Københavns IF.

## Pesonlig rekord
- Trespring: 14.49 +0.5 Lyngby Stadion 24. august 1996
- Længdespring: 7.03 +1.1 Lyngby Stadion, 1. juni 1996

| Atletikudøver | Spire Denne biografi om en dansk atletikudøver er en spire som bør udbygges. Du er velkommen til at hjælpe Wikipedia ved at udvide den. |